# Dongtingsøen
Dongtingsøen (også Dongsøen, 洞庭湖; på pinyin dòng tíng hú) er en stor, lavvandet sø i den nordøstlige del af Hunanprovinsen i Kina. Den er flodbassini for Yangtzefloden (Chang Jiang), hvorfor søens størrelse er afhængig af årstiden. Provinserne Hubei og Hunan er opkaldt efter deres placeringer i forhold til søen: Hubei betyder “nord for søen” og Hunan betyder “syd for søen” på kinesisk.

## Geografi
I perioden fra juli til september, løber flodvand fra Yangtze ind i søen, hvilket kraftigt forøger dens størrelse fra normalt 2.820 km², helt op til 20.000 km². For tiden er søen den næststørste i Kina. Fire floder munder ud i søen: Xiang, Zi, Yuan (沅) og Li. Desuden munder Xiaofloden (瀟) ud i Xiang tæt på Changsha, før Xiang selv udmunder i søen.

## Større byer ved søen
- Yiyang
- Yueyang
- Changde

29°18′38″N 112°57′05″Ø / 29.31056°N 112.95139°Ø